# Quilombo Castainho
O Quilombo Castainho é uma comunidade quilombola localizada na zona rural do município de Garanhuns, região agreste do estado de Pernambuco. Sua origem está relacionada com a destruição do Quilombo dos Palmares, porque foi a partir dos negros que conseguiram resistir e fugir de Palmares que a comunidade quilombola de Castainho foi estabelecida. A mandioca tem um importante papel para a comunidade, na questão econômica e no aspecto social. Além do cultivo da planta, utilizam a terra de forma coletiva para produção de outros produtos e para a pecuária. No que diz respeito à resistência, a área quilombola de Castainho passou por um longo processo para ter seu devido reconhecimento e delimitação territorial (2004).

## Localização
8° 53' S 53° 30' O
O Quilombo Castainho, localiza-se na zona rural, 6 quilômetros de distância do centro do município de Garanhuns, região agreste do estado de Pernambuco. Localiza-se nos contrafortes da Serra da Borborema, a 820 metros de altitude, ocupando suas encostas na região de Brejo.

## História

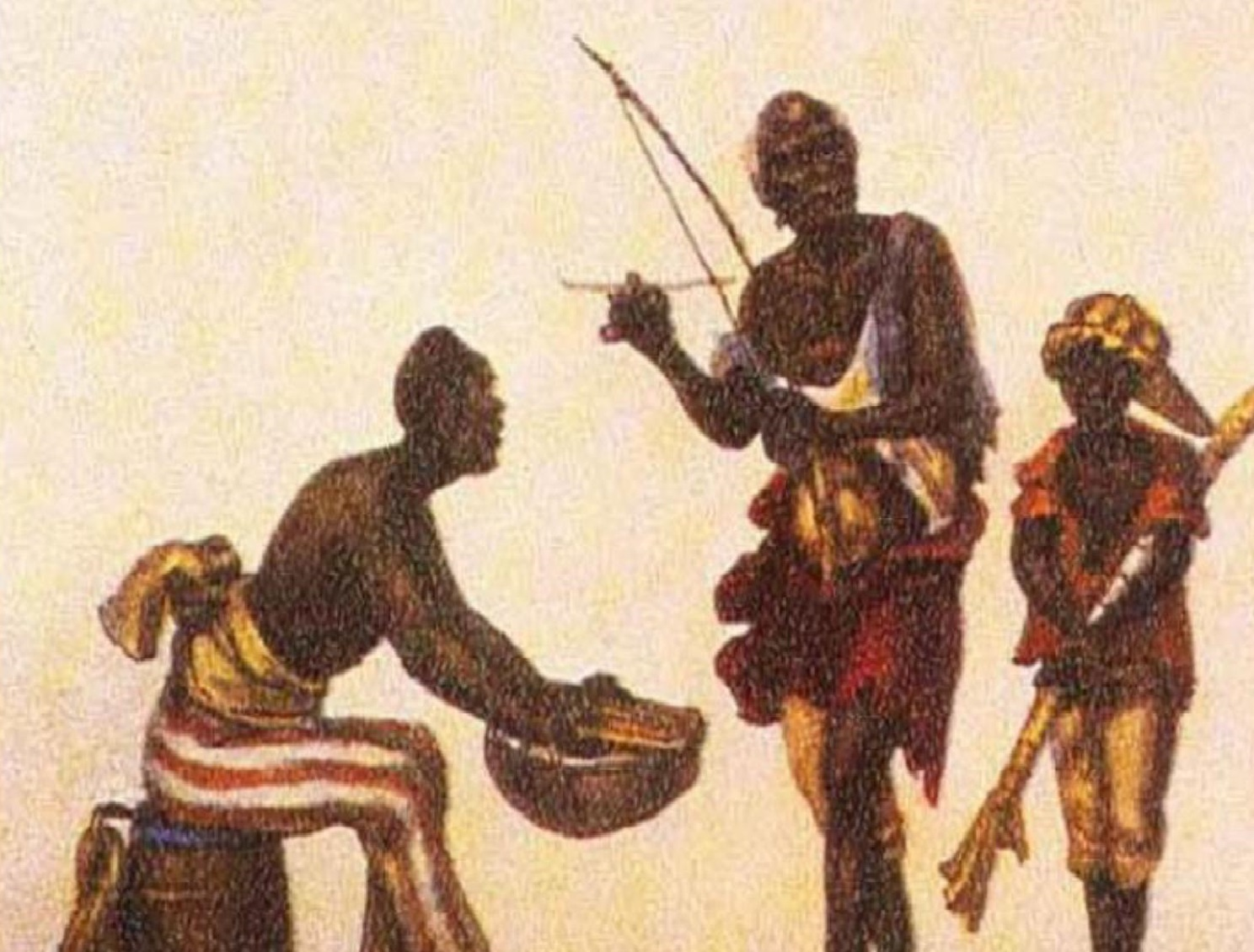
Arquivo que remete a formação da população de Castainho em Garanhuns no Século XVII - Instituto Histórico e Geográfico de Garanhuns.

No período da escravidão no Brasil, ao longo do século XVII, os escravizados fugitivos se refugiavam em locais geograficamente de difícil acesso e onde pudessem ter uma visão estratégica da localidade, formando os quilombos.
A comunidade de Castainho originou-se da fuga de escravizados após a guerra que levou a destruição do Quilombo dos Palmares no estado de Alagoas. Os fugitivos chegaram ao município de Garanhuns através do Rio Mundaú, que corta os estados de Alagoas e Pernambuco e se fixaram nas matas existentes no local.
Tanto o povoado quanto a cidade de Garanhuns ainda eram inexistentes, esses surgem a partir da formação de vilarejos formados através das tropas que combatiam os escravizados fugidos e que se instalaram no ano de 1671, na Sesmaria dos Burgos de Nossa Senhora do Desterro.
O Quilombo Castainho recebe este nome devido aos seus primeiros habitantes. Após a destruição do Quilombo dos Palmares em 1696, numa violenta luta, muitos negros tiveram que buscar novos territórios na intenção de sobreviver e reconstruir sua história de resistência.
Após o confronto com os bandeirantes, em meados do século XVII, os sobreviventes buscaram se refugiar na colina chamada “Colina Magano”, com a denominação de Quilombo do Magano. Atualmente os núcleos de escravos fugidos que ocuparam os vales distinguem-se com o nome de Castainho, também chamado de Curica ou Quilombo do Magano. 

## Organização Social

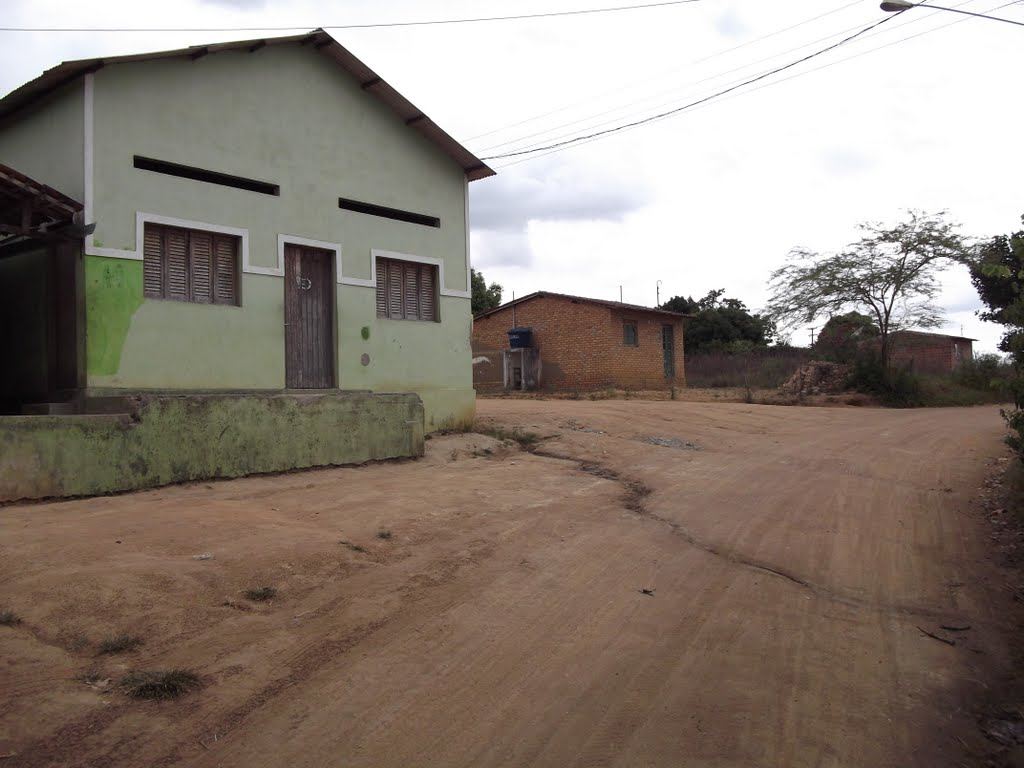
Casa da Farinha de Castainho - Lugar de fabricação dos produtos derivados da mandioca.

Ao tratarmos da organização social da comunidade quilombola, a posse da terra é reconhecida como uma demarcação de uso comum, no qual o sustento é todo viabilizado para as famílias. No caso de Castainho, conta com mais de 300 núcleos familiares, a maioria descendente dos negros que sobreviveram às guerras no Quilombo de Palmares.Possui a agricultura e pecuária como base de sua economia, sendo forte também a cultura da mandioca e do café.
Os grupos que formam a comunidade sempre buscam manter a transmissão dos aspectos culturais herdados dos antepassados vindos de vários territórios da África. Fortalecem seus vínculos, e mesmo com influências externas que perpassam os anos, como a religião católica, ainda sim condiz com o conjunto da maior parte da história quilombola do país.

### Mandioca
A principal fonte de renda é a plantação de mandioca, existem algumas casas onde a mandioca é transformada em farinha e é comercializada nas feiras de Garanhuns e regiões circunvizinhas.
É a principal fonte de renda da comunidade, através da planta são produzidos a farinha, a massa, a goma, o beiju, o bolo pé de moleque e a ração animal que são comercializados nas feiras de Garanhuns e nas cidades próximas. Além disso, a mandioca representa uma importante expressão da luta e da produção coletiva, por meio da casa da farinha, para manutenção do quilombo. 

### Reconhecimento
A comunidade teve o seu primeiro reconhecimento oficial pelo governo nacional no ano 2000 dado pela União Federal, abrindo a possibilidade para um futuro tombamento da terra histórica.  No ano de 2020, recebeu o primeiro título de posse coletiva dado pelo governo do Estado de Pernambuco.

## Festas e Celebrações

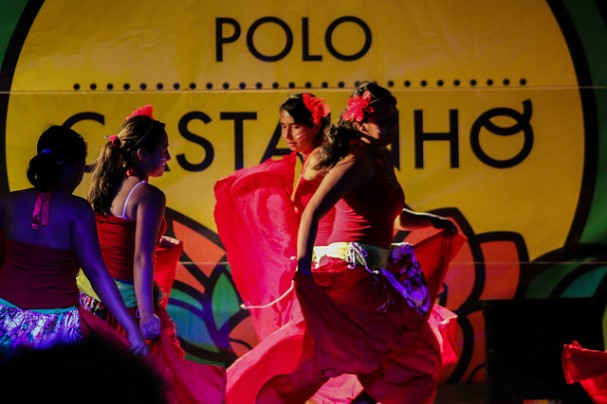
Grupo de coco se apresentando no Polo Castainho no Festival de Inverno de Garanhuns.

As atividades culturais de origens africanas e pernambucanas da comunidade de Castainho são uma das maneiras de preservar a cultura e a tradição desta comunidade, fazendo-se um trabalho contínuo nesse sentido, ao fortalecer-se através das atrações culturais como a dança do coco; a dança afro; o afoxé; o maracatu e a dança dos guerreiros.

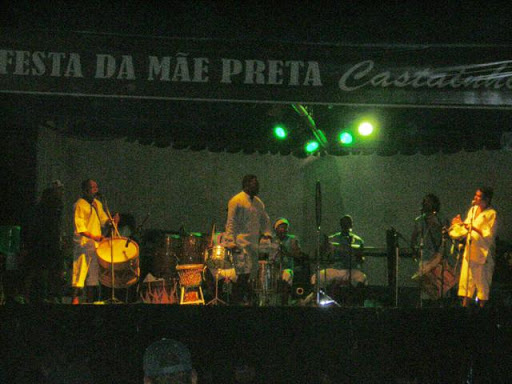
A Festa da Mãe Preta - Festividade tradicional de Castainho.

Entre essas atividades, destaca-se A Festa da Mãe Preta, preservada há mais de dez anos, e o Festival de Inverno de Garanhuns-PE. Nele se reúnem as seis comunidades quilombolas (Castainho, Estivas, Caluete, Timbó, Tigre e Estrela) do município de Garanhuns-PE. Já o concurso da mais Bela Quilombola é feito nas próprias comunidades, assim como A Festa da Mãe Preta, a mais tradicional da comunidade quilombola de Castainho, ocorrendo durante o mês de maio de cada ano, é realizada somente nesta comunidade. Nela há apresentações culturais, e fortalece-se a cultura do coco, uma das atrações mais simbólicas entre essas comunidades quilombolas. A história da Festa da Mãe Preta remonta-se às primeiras festas que ocorreram na Serra da Barriga, onde se situa o sítio histórico em que se localizava o Quilombo dos Palmares, no Estado das Alagoas. Ela já fazia parte deste quilombo e era em homenagem à mulher mais velha da comunidade, chamada de “Mãe Preta.” Em Castainho só foi oficializada em 1986 para ser aberta ao público, antes sendo restrita à comunidade.
O primeiro grupo de dança afro-brasileira da comunidade quilombola de Castainho foi criado no ano 2000 para se apresentar na Festa da Mãe Preta daquele ano, e a primeira oficina de dança afro-brasileira ocorreu em junho do mesmo ano. O grupo de percussão desta comunidade foi criado em 2001, se apresentando isoladamente do grupo de dança até 2005. O grupo de dança Quilombo Axé alcançou grande visibilidade entre as comunidades quilombolas da região e também em Garanhuns no ano de 2005, com a participação cultural no Festival de Inverno de Garanhuns, ocasião na qual o grupo se apresentou no Palco da Cultura Popular.

## Fruto das Lutas

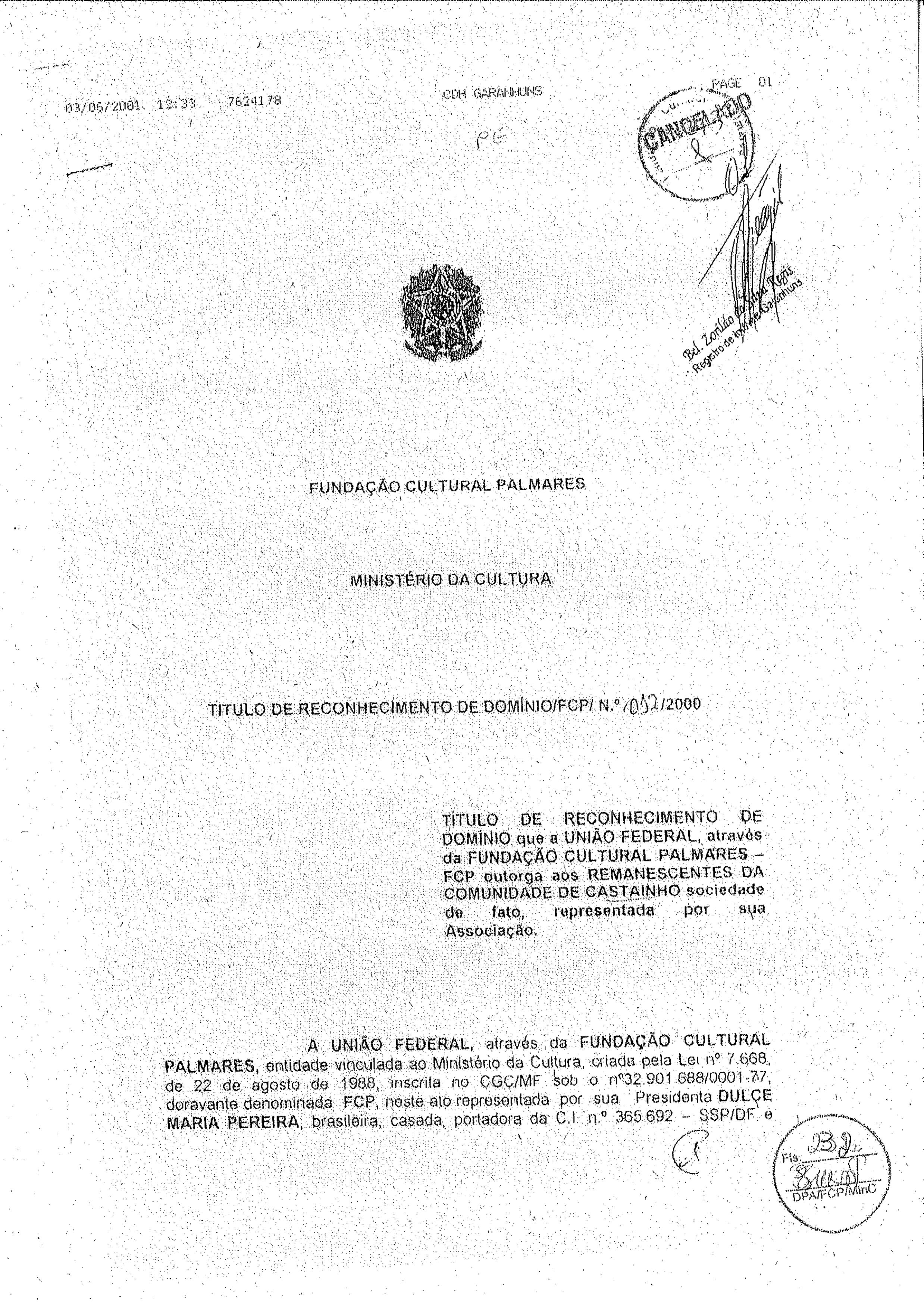
Título da Fundação Cultural Palmares de reconhecimento aos remanescentes da Comunidade de Castainho.

A comunidade Castainho foi reconhecida em 1998 pela Fundação Cultural Palmares como uma remanescente de quilombos, mas só em 2004 que seu território foi demarcado pelo INCRA utilizando ferramentas de geodésicas e as famílias que ali moravam foram cadastradas. Passa então a possuir uma área aproximada de 190 hectares.
O processo de reconhecimento da comunidade como área de interesse social e seu título de domínio abre espaço para o tombamento da terra. Passos importantes para valorizar os bens culturais dessas comunidades.A luta pelo tombamento permanece até os dias de hoje em busca de formas de conservar a cultura quilombola, importante não apenas para as famílias que ali moram, mas para mostrar como foi dado o processo de colonização do Brasil para a população negra. Observamos essas lutas mantidas pelos moradores de Castainho através da posse, vínculo e o manejo da terra, além de suas atividades culturais, estas que são orgulhosamente mantidas pelos membros desta comunidade.